# トンネルぬけたらスカイ☆ブルー
『トンネルぬけたらスカイ☆ブルー』（トンネルぬけたらスカイブルー）は、しげの秀一による漫画作品。『週刊ヤングマガジン』（講談社）にて連載された青春ラブストーリー。
しげの作品の代表作とも言える『頭文字D』の原型作品であり、主人公の愛車AE86スプリンタートレノと恋敵のZ32フェアレディZが公道バトルをするシーンもある。
単行本「1巻」の収録話の最後に「夏・出会い編（完）」と記されているが、その後のエピソードは発表されていない。

## あらすじ
石坂俊彦（いしざか としひこ）は高校3年生。野球部を引退し、夏休みは地元（新潟県湯沢町）のリゾートホテルでアルバイトをしながら、親友の武一（たけいち）の兄が所有するハチロクを乗り回していた。俊彦は同級生の関谷ちはる（せきや ちはる）から交際を申し込まれる一方、東京から来た美しい娘・高樹真亜理（たかぎ まあり）とも知り合う。

## 登場人物
石坂 俊彦（いしざか としひこ）
本作の主人公。
搭乗車種…AE86 スプリンタートレノ GT-APEX 3door（前期型）
ボディカラー…ハイテックツートン（ホワイト/ブラック）
主な外装パーツ…トムス製ホイール、FUJITSUBO製マフラー

関谷 ちはる（せきや ちはる）
本作のヒロイン。俊彦の同級生。

武一（たけいち）
俊彦の親友。

高樹 真亜理（たかぎ まあり）
本作のヒロイン。女子大付属高に通う高校3年生。
本人は漢字表記の「真亜理」を堅苦しいという理由で嫌っており、ひらがな表記で「まあり」とかわいらしく呼んでほしいとお願いしている。そのため、俊彦からはひらがな表記で「まあり」、達也からはカタカナ表記で外国人風に「マーリ」と呼ばれている。

羽沢 達也
俊彦の恋敵。K大医学部に通う大学生。
搭乗車種…Z32フェアレディZ

石坂 夏見（いしざか なつみ）
俊彦の妹。